# Panaspis kitsoni
Panaspis kitsoni är en ödleart som beskrevs av  George Albert Boulenger 1913. Panaspis kitsoni ingår i släktet Panaspis och familjen skinkar. Inga underarter finns listade i Catalogue of Life.